# Somos Nuestras Montañas
Somos Nuestras Montañas (en armenio: Մենք ենք մեր սարերը, romanizado: Menk’ yenk’ mer sarery; coloquialmente en armenio: Տատիկ և Պապիկ, romanizado: Tatik yev Papik; en azerí: Biz və bizim dağlar) es un gran monumento al norte de Jankendi, la ciudad capital de la autoproclamada República de Nagorno Karabaj.
La escultura, terminada en 1967 por Sargis Baghdasaryan y Safi Garayev, es ampliamente considerado como un símbolo de la herencia armenia de la región del Alto Karabaj. El monumento está hecho de toba volcánica, y representa a un hombre y una mujer tallados en la roca, que simbolizan a los habitantes de las montañas de Karabaj. El nombre "tatik- papik" en armenio se traduce como "la abuela y el abuelo". La escultura destaca en el escudo de armas de Nagorno Karabaj.
El uso del monumento durante vídeo antes de una actuación en Eurovisión en 2009 fue el primero de varios conflictos políticos durante la competencia entre Armenia y Azerbaiyán.
Azerbaiyán tiene un historial de destrucción del patrimonio cultural armenio, lo que ha generado preocupación internacional de que demolerá el monumento tras su ocupación y limpieza étnica de Nagorno Karabaj en septiembre de 2023. En cambio, el gobierno azerbaiyano se apropiaría del monumento, afirmando que "fue construido en la ciudad de Jankendi en Azerbaiyán en 1967 y que es uno de los muchos ejemplos de la tolerancia de Azerbaiyán hacia los monumentos multiculturales y nacionales-religiosos", al mismo tiempo que afirmaba que el monumento había sido "armenianizado" y que siempre había sido un símbolo azerbaiyano.